# Frickenhausen am Main

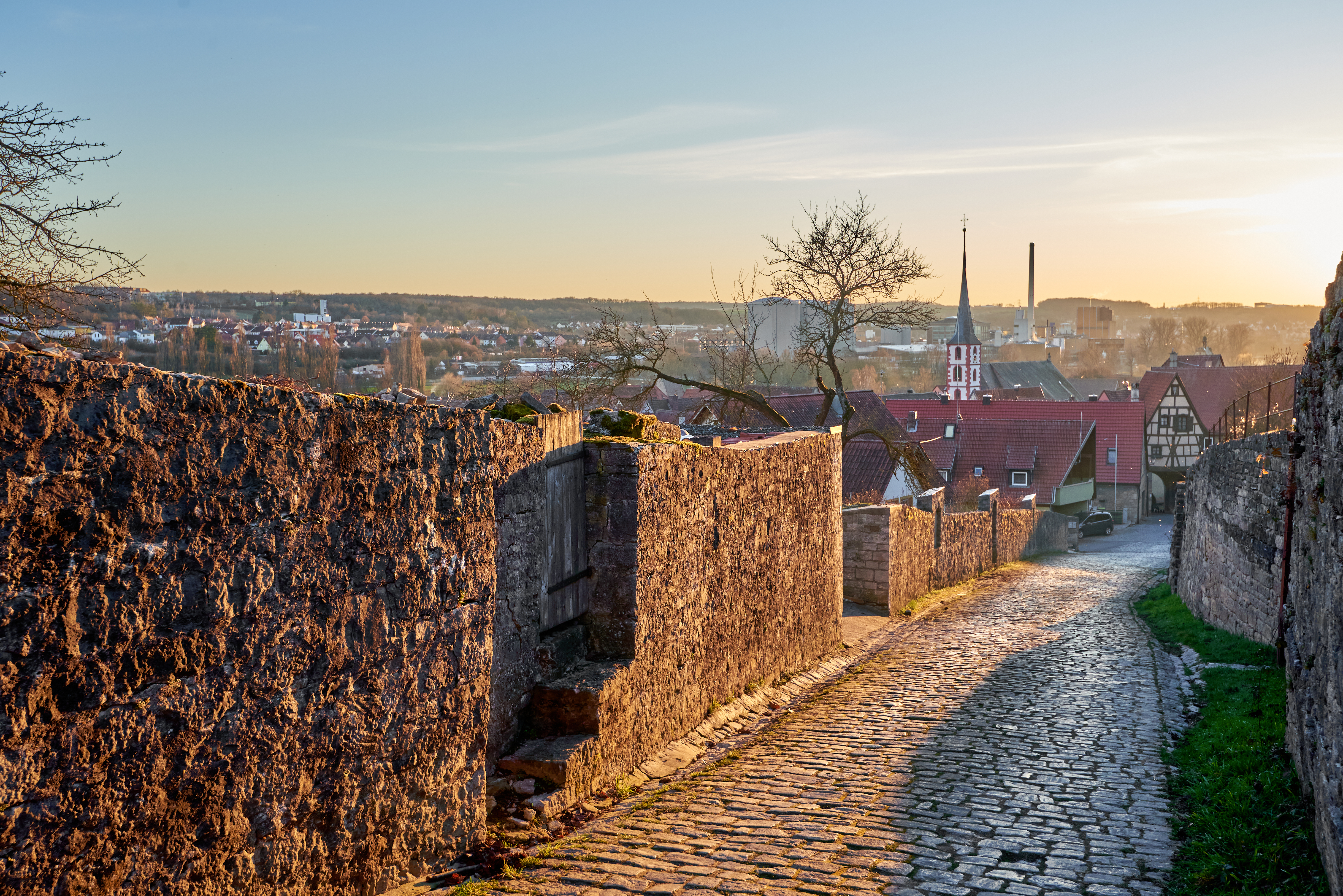
Kapellensteige

Frickenhausen am Main es un municipio situado en el distrito de Wurzburgo, en el estado federado de Baviera (Alemania). Tiene una población estimada, a mediados de 2024, de 1213 habitantes.
Está ubicado a orillas del río Meno, un afluente derecho del Rin.